# Tareg Hamedi
Tareg Hamedi (26 de julho de 1998) é um carateca saudita, medalhista olímpico.

## Carreira
Hamedi conquistou a medalha de prata nos Jogos Olímpicos de Verão de 2020 em Tóquio, após confronto na semifinal contra o iraniano Sajjad Ganjzadeh na modalidade kumite masculina acima de 75 kg. Ele também é um sete vezes medalhista, incluindo três medalhas de ouro, no Campeonato Asiático de Caratê.